# Webster Automobile Company
Webster Automobile Company war ein US-amerikanischer Hersteller von Automobilen.

## Unternehmensgeschichte
Das Unternehmen wurde 1902 in New York City gegründet. Das Büro befand sich in Greenwich Village, einem Stadtteil von Manhattan. Im gleichen Jahr begann in Zusammenarbeit mit der Frank Mossberg Company die Produktion von Automobilen. Der Markenname lautete Webster. 1903 endete die Produktion. Insgesamt entstanden fünf oder sechs Fahrzeuge.
Nachfolgegesellschaft wurde die United States Auto-Motor Company.

## Fahrzeuge
Im Angebot stand nur ein Modell. Es hatte einen Vierzylindermotor mit 16 PS Leistung. Die Motorleistung wurde über ein Dreiganggetriebe und eine Kardanwelle an die Hinterachse übertragen. Der Aufbau war je nach Quelle ein Runabout oder ein Tonneau. Eine Abbildung ist mit Touring bezeichnet und zeigt einen Tonneau.